# Leawood (Kansas)
Pour les articles homonymes, voir Leawood.
La ville américaine de Leawood (en anglais [ˈliːwʊd]) est située dans le comté de Johnson, dans l’État du Kansas. Elle comptait 31 867 habitants lors du recensement de 2010.

## Personnalités liées à la ville
L’actrice Holley Fain est née à Leawood en 1981.

## Source
- (en) Cet article est partiellement ou en totalité issu de l’article de Wikipédia en anglais intitulé « Leawood, Kansas » (voir la liste des auteurs).